# Кјапара (Бјела)
Кјапара је насеље у Италији у округу Бијела, региону Пијемонт.
Према процени из 2011. у насељу је живело 74 становника. Насеље се налази на надморској висини од 280 м.